# Baker Lake (See in Nunavut)
Der Baker Lake (Inuktitut: Qamani’tuaq; „wo sich der Fluss weitet“) ist ein See in der Kivalliq Region des kanadischen Territoriums Nunavut.

## Lage
Der Baker Lake liegt etwa 150 km westlich der Nordwest-Küste der Hudson Bay. In den Baker Lake fließt von Westen her der Thelon River und Süden her der Kazan River. Sein Abfluss führt über zwei breite Arme (North Channel und South Channel) zum nahegelegenen Chesterfield Inlet, einer langen und schmalen Bucht der Hudson Bay. Die Wasserfläche des Baker Lake beträgt 1783 km², einschließlich Inseln sind es 1887 km². Der Wasserspiegel liegt lediglich 2 m über Meereshöhe.
Die Inuit-Siedlung Baker Lake liegt am Westende des Sees nahe der Mündung des Thelon River. 1915 wurde am Ostende des Sees ein Posten der Royal Canadian Mounted Police errichtet. Ein Jahr später folgte ein Handelsposten der Hudson’s Bay Company nahe dem Mündungsdelta des Kazan River. 1930 zog dieser Handelsposten zu seinem heutigen Standort um.

## Fauna
Im Umland des Sees leben die Beverly und Qamanirjuaq Karibu-Herden.